# Anthoceros subbrevis
Anthoceros subbrevis là một loài rêu trong họ Anthocerotaceae. Loài này được J. Haseg. mô tả khoa học đầu tiên năm 1984.